# Посольство Великобритании в России
Посольство Соединённого Королевства Великобритании и Северной Ирландии в Российской Федерации (англ. Embassy of the United Kingdom to the Russian Federation) — дипломатическая миссия Великобритании в России, расположена в Москве на Смоленской набережной. Посол — Найджел Кейси (с ноября 2023 года).

## Здание посольства

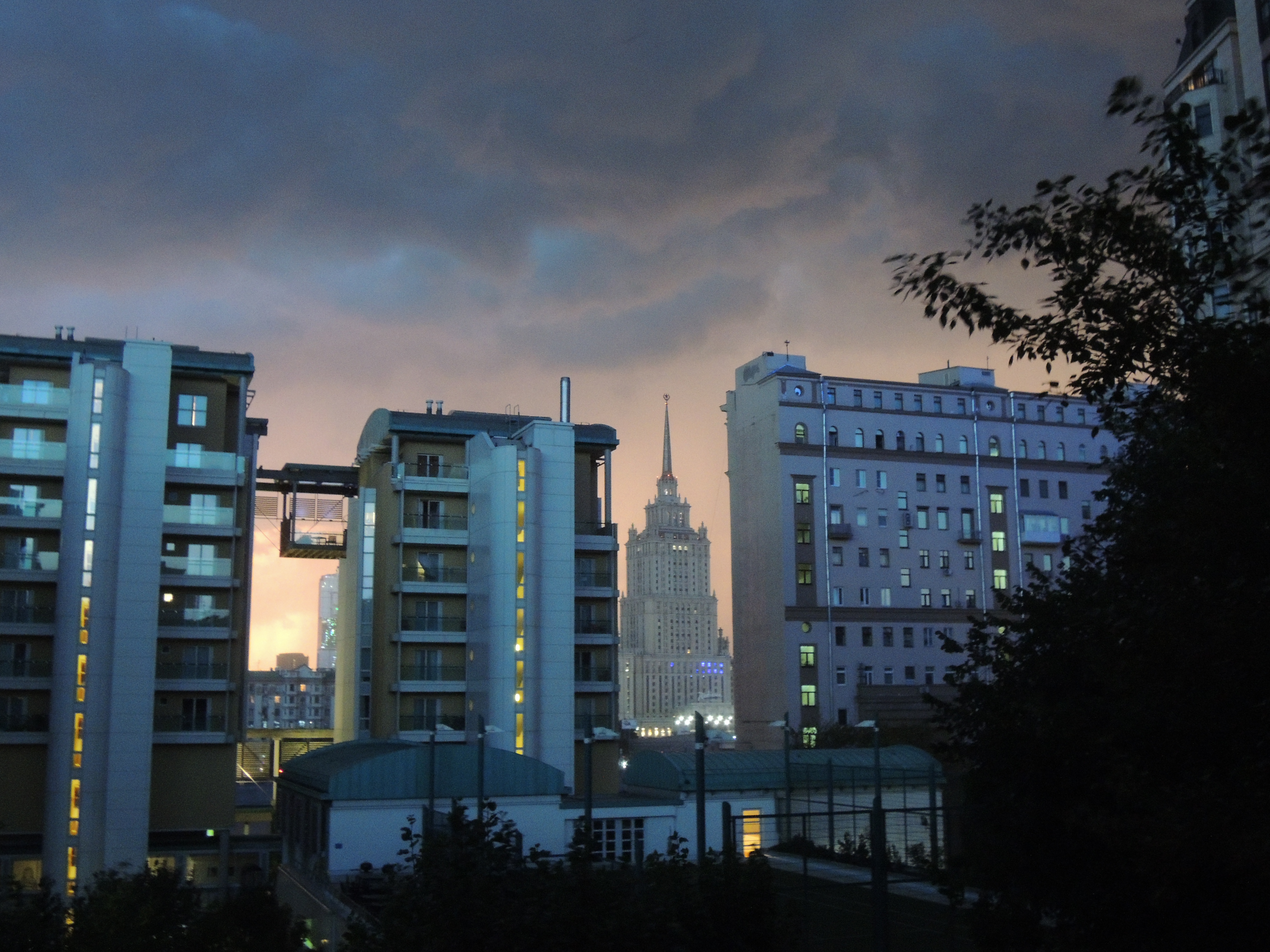
Вид на внутренний двор посольства Великобритании c лужайкой и теннисным кортом, Москву-реку и гостиницу «Украина» на противоположном берегу

Посольство было построено на участке размером 0,92 га, который был обменян в 1960-х годах на два участка в Лондоне. Современный комплекс посольства начал строиться в 1997 году (архитекторы Ahrends, Burton and Koralek). Посольство было открыто принцессой Анной 17 мая 2000 года.
5 июля 2022 года на территории у посольства Великобритании в Москве была создана площадь, названная в честь Луганской Народной Республики, а адрес посольства был сменён с Смоленская набережная, д. 10 на площадь Луганской Народной Республики, вл. 1. В посольстве заявляют, что его адресом продолжает являться Смоленская набережная, д. 10, поскольку Великобритания не признаёт ЛНР.

## Памятник
27 апреля 2007 года на набережной у стен посольства открыта скульптурная композиция «Шерлок Холмс и доктор Ватсон» (скульптор Андрей Орлов). Прототипом Шерлока Холмса послужил Василий Ливанов, а доктора Ватсона — Виталий Соломин, сыгравшие главные роли в одноимённом советском телесериале.